# 29307 Torbernbergman
29307 Torbernbergman è un asteroide della fascia principale. Scoperto nel 1993, presenta un'orbita caratterizzata da un semiasse maggiore pari a 2,6049750 UA e da un'eccentricità di 0,1232179, inclinata di 6,28919° rispetto all'eclittica.